# Dymitr (Argiros)
Dymitr, imię świeckie Spiridon Joannis Argiros (ur. 1958 w Lefkas) – duchowny Greckiego Kościoła Prawosławnego, od 2015 metropolita Kefalonii.

## Życiorys
23 grudnia 1980 został przyjęty w stan mniszy, a dwa dni później został wyświęcony na diakona. Święcenia kapłańskie przyjął 26 lutego 1987. Chirotonię biskupią otrzymał 10 października 2015.